# 国道335号
国道335号（こくどう335ごう）は、北海道目梨郡羅臼町から標津郡標津町に至る一般国道である。

## 概要
知床半島の根室海峡沿岸に位置する目梨郡羅臼町本町の国道334号接続点から野付半島付近まで、全線にわたって根室海峡の海岸線に沿って南下し、標津郡標津町忠類で国道244号と接続する幹線道路である。
接続する国道334号は知床峠区間が冬期閉鎖されるため、この期間中は当路線が羅臼町外へ出る唯一の道路となる。

### 路線データ

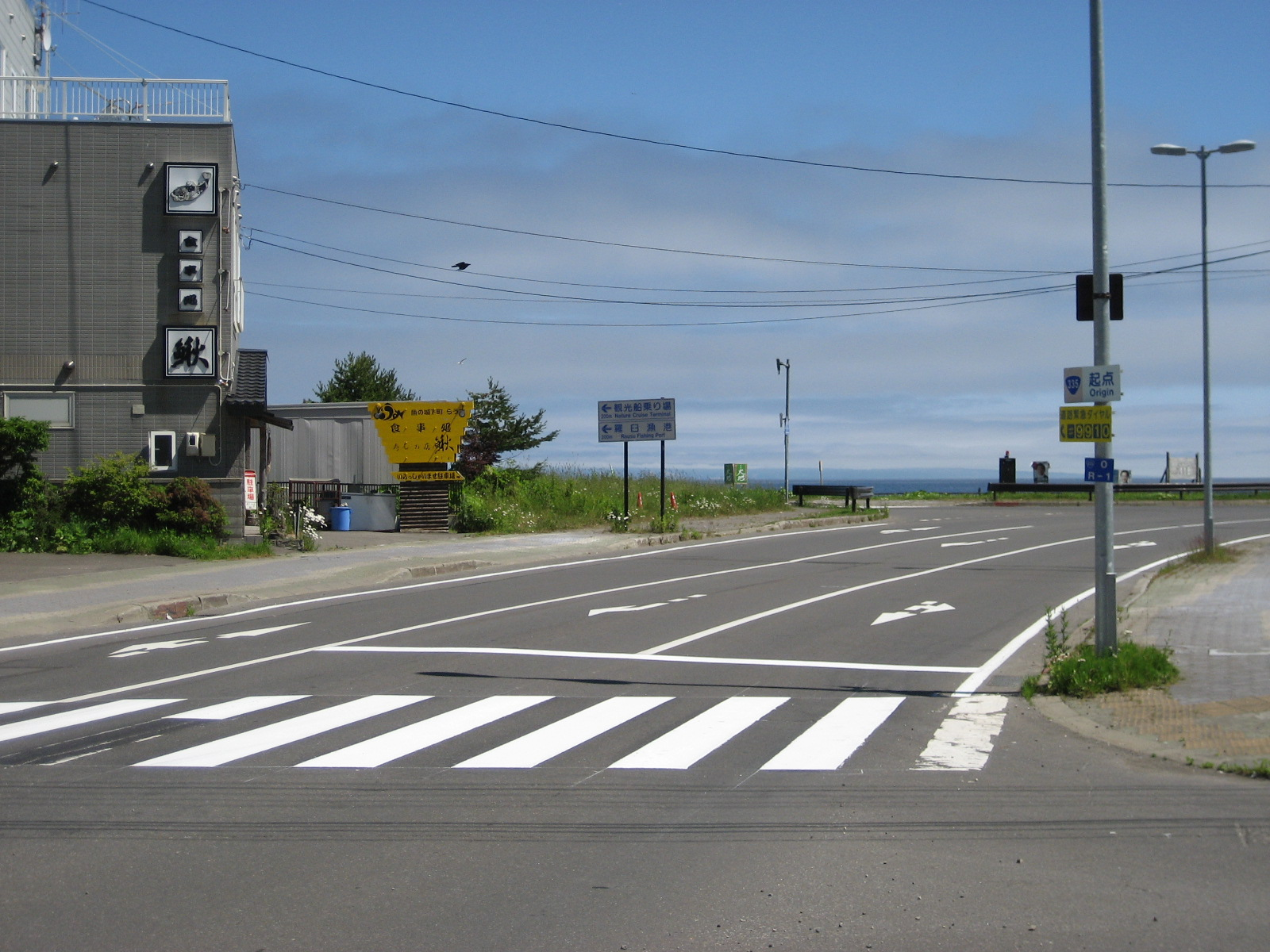
起点の様子

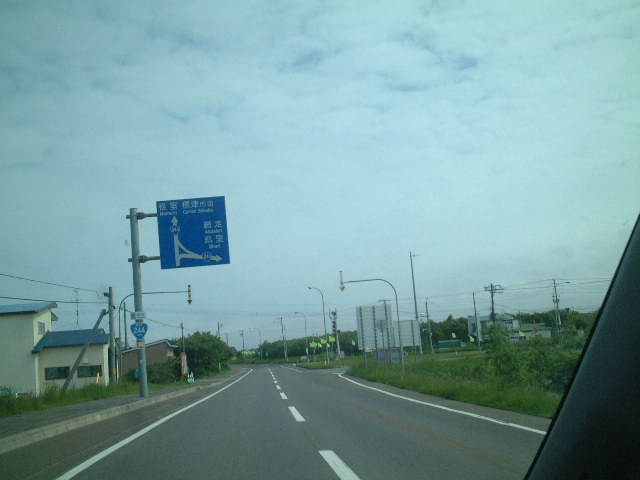
国道335号 終点（標津町 国道244号交差点）

一般国道の路線を指定する政令に基づく起終点および重要な経過地は次のとおり。
- 起点：北海道目梨郡羅臼町（本町30番1、国道334号起点、北海道道87号知床公園羅臼線終点）
- 終点：北海道標津郡標津町（字忠類271番、国道244号交点）
- 重要な経過地：なし
- 総延長 : 42.8 km（重用延長を含む。）[2][注釈 2]
- 重用延長 : 0.0 km[2][注釈 2]
- 未供用延長 : なし[2][注釈 2]
- 実延長 : 42.7 km[2][注釈 2]
  - 現道 : 42.7 km[2] [注釈 2]
  - 旧道 : なし[2][注釈 2]
  - 新道 : なし[2][注釈 2]
- 指定区間：全線[3]

### 所管
- 北海道開発局釧路開発建設部
  - 中標津道路事務所

## 歴史
- 1975年（昭和50年）4月1日 - 一般国道335号（北海道目梨郡羅臼町 - 北海道標津郡標津町）

全線道道727号羅臼標津線からの昇格である。
- 2015年（平成27年）2月1日 - 2日にかけて道東地方を中心に爆弾低気圧が襲来した。この影響で猛吹雪、24時間降雪量が100 cmに達し1週間ほど通行止めとなった。

## 路線状況

### 別名
- 国後国道

### 道路施設

#### トンネル
- 薫別トンネル（標津郡標津町：703.5 m）

#### 道の駅
- 知床・らうす（目梨郡羅臼町）

## 地理

### 通過する自治体
- 北海道
  - 根室振興局
    - 目梨郡羅臼町 - 標津郡標津町

### 交差する道路
根室振興局
目梨郡羅臼町
- 国道334号・北海道道87号知床公園羅臼線：本町（起点）
- 北海道道87号知床公園羅臼線：礼文町

標津郡標津町
- 北海道道1145号薫別川北線：薫別
- 国道244号：忠類（終点）

### 沿線
- 北海道羅臼高等学校（目梨郡羅臼町礼文町）
- 松法漁港（目梨郡羅臼町松法町）
- 羅臼町立春松中学校・羅臼町立春松小学校（目梨郡羅臼町八木浜町）

### 峠
- 羅臼峠（目梨郡羅臼町幌萌町）